# مسجد تولاي
مسجد تولاي يقع المسجد في منطقة تولاي الواقعة في بلدة جولو في محافظة سولو في الفلبين.

## البناء
تبلغ سعة مسجد تولاي أكثر من 5،000 مصلي في وقت واحد، ويعد مسجد تولاي هوأكبر مسجد في محافظة سولو، حيث أن 90٪ من سكان المحافظة مسلمين، وقد تم أنشاء المسجد في عام 1884، وتم تدمير المسجد الأصلي في عام 1974 في ذروة الحرب بين القوات الحكومية والجبهة الوطنية لتحرير مورو، وفي عام 2001 أعيد بناء المسجد الذي يعرف اليوم باسم مسجد تولاي وبلغت تكلفت البناء 2,000,000 دولار أمريكي، تبرع بها من قبل مؤسسة الشيخ زايد آل نهيان في دولة الإمارات العربية المتحدة.

## وصلات خارجية
- البوم صور مسجد تولاي